# Igli
Igli  est une commune de la wilaya de Béni Abbès en Algérie.

## Géographie

### Situation
Le territoire de la commune d'Igli est situé au centre de la wilaya de Béchar, dans le sud-ouest algérien. Son chef lieu est situé à 153 km au sud de Béchar, à 63 km au sud de Taghit et à 75 km nord de Béni-Abbès, deux lieux touristiques célèbres de la région de Béchar.
| Mechraa Houari Boumedienne | Abadla     | Taghit     |
| Mechraa Houari Boumedienne | Igli       | Beni Abbes |
| Tabelbala                  | Beni Abbes | Beni Abbes |

### Relief et hydrographie
Igli est le lieu de confluence de l'oued Guir et de l'oued Zouzfana, qui forment alors l'oued Saoura.

### Localités de la commune
Lors du découpage administratif de 1984, la commune d'Igli est constituée des localités suivantes : Igli, Touzdit et Mazzer.

### Transports
La commune d'Igli est traversée par la route nationale (RN 6), dite « route des Oasis », qui relie la ville de Sig, située au nord-ouest de l'Algérie, à la ville de Timiaouine, située à l’extrême sud de l'Algérie à la frontière avec le Mali, via Béchar et Adrar.

## Toponymie
Igli étant situé à la confluence d'oueds, cette situation serait l'origine de son nom en chleuh, qui signifie jonction[réf. nécessaire]. Une autre hypothèse, plus probable, dit que la dénomination de la localité viendrait du dicton qui a cours dans le pays : « Igli est la vallée de oued SAOURA : « Igli, pays qui se s'installe sur la vallée de oued Saoura , igli veut dire ifli de la langue originaire amazighe CHELHA , ifli veut dire vallée ».

## Histoire
Igli apparaît semble-t-il dans le roman La Rose de sable d'Henry de Montherlant, écrit entre 1930 et 1932 sous un nom d'emprunt de Birbatine (autre ville réelle sur la frontière algérois-marocaine au Sud Ouest de Colomb-Béchar).C'est là que se situe l'action du roman, sous la forme d'un poste d'un détachement de tirailleurs, sous le commandement du jeune lieutenant Lucien Auligny, héros de ce roman. On peut consulter utilement la Notice du roman dans son édition Pléiade, p.1256 ainsi que La Revue des deux mondes du 15 mars 1933, sous le titre "Croquis du Sud, Un ménage d'officiers".
Émigration et relations avec le Maroc
Plusieurs habitants d’Igli, bien que profondément attachés à leur terre natale, ont émigré vers le Maroc, principalement à Fès, Marrakech et Mogador, dans le but d’améliorer leur situation économique. Ils y exerçaient diverses professions telles que commerçants, tenanciers de bains publics ou chaouch. Certains ont acquis des biens immobiliers dans des quartiers comme Fès-Djedid. Malgré leur installation temporaire, ces émigrants maintenaient des liens étroits avec leur communauté d’origine, revenant régulièrement à Igli pour veiller à leurs intérêts et sceller des alliances familiales par le mariage. Ce mouvement migratoire a souvent été expliqué par l’appauvrissement progressif de la région d’Igli, confrontée à l’avancée des dunes menaçant la palmeraie, bien que ces départs aient principalement été motivés par des opportunités économiques similaires à celles des migrations des Beni M’zab en Algérie.

## Population
Les Glaoua sont originaires du Grand Atlas, au nord de Tizi-n-Glaoui entre Marrakech et Oued Idermi d'où ils tirent leur nom.

### Démographie
Sa population était de 6 680 habitants en mai 2008. Le tableau suivant résume l'évolution de la population de la ville depuis 1864 :
| Année      | 1864 | 1901 | 1941 | 1998 | 2002  | 2008  |
| ---------- | ---- | ---- | ---- | ---- | ----- | ----- |
| Population | 1500 |      |      |      | 5,474 | 6,680 |

## Économie
Le taux de chômage avoisine les 70 %.[réf. nécessaire]

### Principales sources utilisées
- Maximilien Antoine Cyprien Henri Poisson de La Martinière, Napoléon Lacroix, Documents pour servir à l'étude du Nord-Ouest africain, Lille, L.Danel, novembre 1896, 959 p.

1. ↑  p. 710

- GOGNALONS Officier interprète, Un ksar berbère de la Saoura, Igli et ses habitants, Alger, BSGAO, septembre 1909

1. ↑  p. 201